# مداخله
مداخله (به فرانسوی: L'intervention) یا ۱۵ دقیقه جنگ (به انگلیسی: 15 Minutes of War) نام فیلمی است به کارگردانی فرد گریووا محصول مشترک فرانسه و بلژیک. این فیلم که در سال ۲۰۱۹ به بازار فرستاده شد بر مبنای واقعیت ساخته شده‌است. آلبان لنوار، اولگا کوریلنکو، سباستین لالان، داوید مورژیا، میکائل ابیبول و ژوزیان بالاسکو در این فیلم به ایفای نقش پرداخته‌اند.
در زبان فارسی مداخله به معنی ورود به عملیات اجرایی موضوع  می‌باشد.

## داستان
در فوریهٔ ۱۹۷۶ میلادی در جیبوتی که هنوز مستعمرهٔ فرانسه است تعدادی شورشی اتوبوس مدرسه‌ای پر از کودکان را می‌ربایند و در حالی که کوشش می‌کنند از مرز گذشته و با گروگان‌ها به سومالی بروند اتوبوس در میان مرز دو کشور متوقف می‌شود. فرانسه تعدادی از نیروهای گروه مداخله ملی ژاندارمری فرانسه را به محل گیر کردن اتوبوس می‌فرستد. پس از سی ساعت که کودکان در دست گروگان‌ها گرفتار آمده‌اند، گروه مداخله ملی ژاندارمری تصمیم به انجام عملیات می‌گیرد .....